# Coreura fida
Coreura fida är en fjärilsart som beskrevs av Jacob Hübner 1827. Coreura fida ingår i släktet Coreura och familjen björnspinnare. Inga underarter finns listade i Catalogue of Life.